# Општина Петровец
Општина Петровец је једна од општина Скопског статистичког региона у Северној Македонији. Седиште општине је истоимено насеље Петровец.
Општина Петровец је најважније саобраћајно чвориште у Северној Македонији, јер се овде налази међународни скопски аеродром „Петровец“, као и главна железничка и друмска укључења из македонске престонице Скопља на 15 km удаљен правац Београд — Солун.

## Положај
Општина Петровец налази се у средишњем делу Северне Македоније. Са других страна налазе се друге општине Северне Македоније:
- север — Општина Илинден
- североисток — Општина Куманово
- исток — Општина Свети Никола
- југ — Општина Велес
- југозапад — Општина Зелениково
- запад — Општина Гази Баба

## Природне одлике
Рељеф: Општина Петровец подручно се поклапа са облашћу Блатија, која име носи по блату. Назив је повезан са некадашњим накупљањем блата од изливања водотока у овом најнижем делу Скопског поља. Ова област је југоисточно од Скопља. Већи део је општине је раваничарски.
Клима у општини је умереноконтинентална.
Воде: Западна граница општине је река Вардар, а кроз источни део протиче река Пчиња.

## Становништво
Општина Петровец имала је по последњем попису из 2002. г. 8.255 ст., од чега у седишту општине 2.659 ст (32%). Општина је слабо насељена, посебно сеоско подручје.
Национални састав по попису из 2002. године био је:
|           | Број  | Постотак |
| Укупно    | 8.255 | 100%     |
| Македонци | 4.246 | 51,4%    |
| Албанци   | 1.887 | 23,0%    |
| Бошњаци   | 1.442 | 17,5%    |
| Срби      | 416   | 5,0%     |
| остали    | 264   | 2,2%     |

## Насељена места
У општини постоји 16 насељених места, сва са статусом села:
(* — насеље са српском мањином)
| - Петровец - Бадар - Блаце - Брезница - Горњи Коњари - Градманци - Дивље - Доњи Коњари | - Катланово - Кожље - Летевци - Огњанци* - Ружаничино - Средњи Коњари - Сушица - Ћојлија |  |